# Реопектні рідини
Рідини реопектні (рос. жидкости реопектные; англ. rheopectic liquids; нім. Rheopektflüssigkeiten f pl) — рідина, в якій при сталій швидкості деформування напруження зсуву збільшується в часі (протилежність тиксотропних рідин). Зустрічаються рідко. Напруження зсуву збільшується в часі внаслідок утворення квазікристалічних структур (літографічні туші, деякі розчини, грубі суспензії, мастильний матеріал).